# Джафаров, Мамед Ашумович
Мамед Ашумович Джафаров (18 марта 1924, Баку — 19 июля 2013, Львов) — советский и украинский учёный, кандидат медицинских наук (1954), доцент (1957), доктор медицинских наук (1968), профессор (1969), заведующий кафедрой анатомии и биомеханики (1960—1984), декан (1960—1965; 1982—1987), заведующий кафедрой анатомии, биомеханики и метрологии Львовского государственного института физической культуры (1987—1992), Заслуженный работник физической культуры и спорта Украины (1997), Заслуженный деятель физической культуры и спорта Азербайджанской Республики (2011), награждён отличием ФСО «Динамо» Украины — «Почётный динамовец», ветеран спорта.

## Биография
Родился 18 марта 1924 года в городе Баку (Азербайджанская ССР).
В 1937 году в Баку в ФСО «Динамо», в секции плавания была создана детская группа, куда вне конкурса был зачислен первый азербайджанский мальчик 13-летний Мамед. Полученный членский билет от 7 июня 1937 года, хранится ныне в архиве профессора Мамеда Джафарова.
Отношением Мамеда к тренировкам был очень доволен его тренер Г. Кондрушкин. Через два года упорных сезонных занятий (тогда в Баку не было зимних бассейнов) Мамед в июле 1939 в составе динамовской команды Баку выехал в Москву на Всесоюзные детско-юношеские ведомственные соревнования. В августе того же года он уже в составе сборной Азербайджана участвовал во Всесоюзных соревнованиях в Тбилиси. 16 декабря 1939 года приказом заместителя председателя Совета Азербайджанского ФСО «Динамо» В. Лукшты Мамеду Джафаров была объявлена благодарность за успехи в спортивном плавании. Впервые руководством общества «Динамо» была отмечена деятельность мальчика.
К 1941 году он успешно участвовал в заочных Всесоюзных соревнованиях ФСО «Динамо» по водным видам спорта. В 1941 году Джафаров был привлечён к группе подготовки азербайджанских спортсменов, которые должны были принять участие во Всесоюзном параде физкультурников на Красной площади в Москве. Из-за начала войны парад не состоялся.
Участник Великой Отечественной войны.
Уже после окончания войны Джафаров все же побывал на главной площади СССР. 12 августа 1945 года был проведён первый послевоенный Всесоюзный парад физкультурников, в котором он принимал участие.
В сентябре 1946 года во Львове начался учебный процесс в Государственном институте физической культуры. По плану с первой недели учебного года следовало приступить к занятиям по анатомии человека. Отсутствие необходимых специалистов ставила под угрозу сам процесс. Тогда Мамед Джафаров, успешно учась в Азербайджанском государственном медицинском институте, работал преподавателем кафедры анатомии. Знание структурно-функциональных особенностей организма человека и успехи в спорте привлекли к нему внимание украинского спортивного руководства. 27 июля 1946 года принят на должность ассистента кафедры анатомии Львовского государственного института физической культуры. С 1951 года — старший преподаватель этой кафедры. В 1951—1956 годах учился в Киевском государственном институте физической культуры, в 1953—1954 годах — в летней аспирантуре Государственного центрального института физической культуры им. И. В. Сталина в Москве. В 1954 году защитил кандидатскую диссертацию на тему: «Изменения в расположении органов грудной полости при выполнении гимнастический упражнений» и получил научную степень — кандидат медицинских наук, в 1957 году получил учёное звание доцент кафедры анатомии львовского вуза. В 1960 году возглавил кафедру анатомии и биомеханики ЛГИФК, которой руководил до 1984 года, одновременно в 1960—1965 годах и 1982—1987 годах работал в должности декана института. В 1968 году защитил докторскую диссертацию на тему: «Анатомо-топографические изменения внутренних органов при физических упражнениях» и получил научную степень — доктор медицинских наук. С 1969 года — профессор кафедры. В 1987 году на конкурсной основе избран на должность заведующего кафедрой анатомии, биомеханики и метрологии, которую возглавлял до 1992 года. С 1992 года на пенсии.
Мамед Джафаров также был членом комиссии по анатомии и биомеханике научно-методического совета Комитета по физической культуре и спорту УССР, научным куратором сборной СССР по стрельбе из лука, членом Высшей аттестационной комиссии Министерства высшего и среднего специального образования СССР, редакционного отдела Большой медицинской энциклопедии (раздел «Анатомия»). Его научно-педагогическая и воспитательная работа отмечена 11 правительственными наградами, многочисленными почётными грамотами Спорткомитета СССР, Спорткомитета УССР, личным вниманием президентов Украины и Азербайджана.
Президент Азербайджана Гейдар Алиев приглашал Мамеда Джафарова в Баку на аудиенцию. В 1997 году он получил почётное звание — Заслуженный работник физической культуры и спорта Украины, а в 1999 и 2003 годах Мамеду Джафарову как выдающемуся деятелю в области физической культуры и спорта указом Президента Украины Леонида Кучмы была назначена государственная стипендия.
27 декабря 2011 Чрезвычайный и Полномочный Посол Азербайджанской Республики в Украине Эйнулла Мадатли в торжественной обстановке в помещении Львовского горсовета при участии городского головы Андрея Садового вручил нагрудный знак и свидетельство о присвоении Почётного звания «Заслуженный деятель физической культуры и спорта Азербайджанской Республики» гражданину Украины профессору Мамеду Джафарову.
Во время проведения торжественных мероприятий во Львовском государственном университете физической культуры 9 ноября 2011 года, посвящённых 90-летию со дня рождения Виктора Чукарина, Мамед Джафаров предложил присвоить Львовскому государственному университету физической культуры имя Виктора Чукарина.
Умер 19 июля 2013 года. Похоронен на Лычаковском кладбище во Львове (поле № 71).

## Научная деятельность
В 1950 году учёный начал научные исследования по проблемам спортивной анатомии (влияние физических упражнений на внутренние органы; функции скелетных мышц в физических упражнениях, создание спортивных тренажеров и т. п.). В 1970-х годах стал соавтором учебников «Анатомия человека» (разделы «Внутренние органы» и «Общий покров тела»). При участии М. А. Джафарова в институте был создан анатомический музей, под его непосредственным руководством на кафедре исследовали электромеханические модели мышечной системы, проводящие пути центральной нервной системы, создали гимнастическую каретку и большое количество учебно-смотровых пособий; защитили диссертации по биомеханике и по спортивной морфологии. Вместе с В. И. Чукариным и А. Л. Васильчуком разработал устройство для измерения усилий, прилагаемых к деформированной части спортивного прибора (1978). В его активе около 130 научных работ и статей, изданных в течение 1952—1991 годов в различных печатных изданиях бывшего СССР.

## Семья
Состоял в браке с Любовью Викторовной Джафаровой, с которой они вместе учились сначала в школе, а впоследствии и в Азербайджанском государственном медицинском институте в Баку. Она 36 лет проработала старшим преподавателем кафедры лечебной физкультуры и врачебного контроля ЛГИФК. Их дочь — Джаваир Джафарова — кандидат наук по государственному управлению, Заслуженный врач Украины, главный врач 1-й городской клинической больницы им. Князя Льва и основатель первых на Украине амбулаторий и поликлиник семейной медицины. Зять — Юрий Васильевич Бисярин, кандидат медицинских наук, доцент. Внук — Олег Юрьевич Бисярин — заведует городским центром эндоскопической гинекологии 1-й городской клинической больницы им. Князя Льва.

## Труды
- Die Verlagerung des Herzens bei Turnübungen. Leipzig, 1955;
- Анатомо-топографические изменения внутренних органов при физических упражнениях. Л., 1968;
- Changes in thoracic and abdominal organs induced by physical exercise // 9th Intern. Congress of Anatomists. Leningrad, 1970;
- Анатомия человека: Учеб. 1977; 1978; 1984 (соавт.);
- П. Ф. Лесгафт у истоков отечественной биомеханики // Арх. анатомии. 1987. № 8;
- Біомеханічне обґрунтування тренажерів. Л., 1990.

## Награды
- Заслуженный работник физической культуры и спорта Украины (6 мая 1997 года) — за многолетний добросовестный труд и в честь 52-й годовщины Победы в Великой Отечественной войне 1941-1945 годов[9].
- Заслуженный деятель физической культуры и спорта Азербайджана (4 июля 2011 года) — за достижения в области науки, культуры, искусства, журналистики, физической культуры и спорта, заслуги в развитии азербайджанской диаспоры[10].
- Медаль «За трудовое отличие» (15.09.1961) — за большие заслуги в подготовке специалистов и развитии науки[11]